# سيردار أوزكان
سيردار أوزكان (بالتركية: Serdar Özkan) هو لاعب كرة قدم تركي في مركز نصف الجناح، ولد في 1987 في دوزجة في تركيا. شارك مع منتخب تركيا تحت 16 سنة لكرة القدم ‏ ومنتخب تركيا تحت 17 سنة لكرة القدم ومنتخب تركيا تحت 19 سنة لكرة القدم ومنتخب تركيا تحت 21 سنة لكرة القدم ومنتخب تركيا لكرة القدم. أما مع النوادي، فقد لعب مع أنطاليا سبور وأنقرة غوجو وإسطنبول سبور وإسكيشهرسبور وسامسون سبور وسيفاسبور وشانلي أورفا سبور وغلطة سراي ومعمورة العزيز سبور ونادي بشكتاش.

## وصلات خارجية
- سيردار أوزكان على موقع اتحاد تركيا (لاعب) (الإنجليزية)
- سيردار أوزكان على موقع قاعدة بيانات كرة القدم.إي يو (الإنجليزية)
- سيردار أوزكان على موقع ناشيونال فوتبول تيمز (الإنجليزية)
- سيردار أوزكان على موقع Soccerbase.com (لاعب) (الإنجليزية)
- سيردار أوزكان على موقع Soccerway.com (الإنجليزية)
- سيردار أوزكان على موقع عالم كرة القدم.نت (الإنجليزية)